# Vlaardingen-West (métro de Rotterdam)
Vlaardingen-West (en français Flardingue-Ouest), est une ancienne gare ferroviaire devenue station de la ligne A et la ligne B du métro de Rotterdam. Elle est située dans la commune de Flardingue (Vlaardingen) et le quartier Westwijk à Rotterdam aux Pays-Bas.
Mise en service en 1969 tant que gare ferroviaire, elle est fermée, comme la ligne qui la dessert, par la Nederlandse Spoorwegen (NS) en 2017. Elle est remise en état et réaffectée en station du métro par l'entreprise RET qui la met en service en 2019.

## Situation sur le réseau

Plan du métro.

Établie en surface, Vlaardingen-West, est une station terminus de la ligne A et une station de passage de la ligne B du métro de Rotterdam. Elle est située entre la station, de la section commune AB, Vlaardingen-Centrum, en direction du terminus nord de la ligne A Binnenhof ou du terminus nord de la ligne B Nesselande, et la station de la ligne B Maassluis-Centrum, en direction du terminus sud-ouest de la ligne B Hoek van Holland-Haven,,.
Elle dispose de trois voie (du fait qu'elle est station terminus de la ligne A) et deux quais, un central et un latéral.

## Histoire

### Gare de Vlaardingen-West (1969-2017)
La gare de Vlaardingen-West (dite Flardingue-Ouest en français) est mise en service le 1er juin 1969.

Inauguration de la gare en 1969
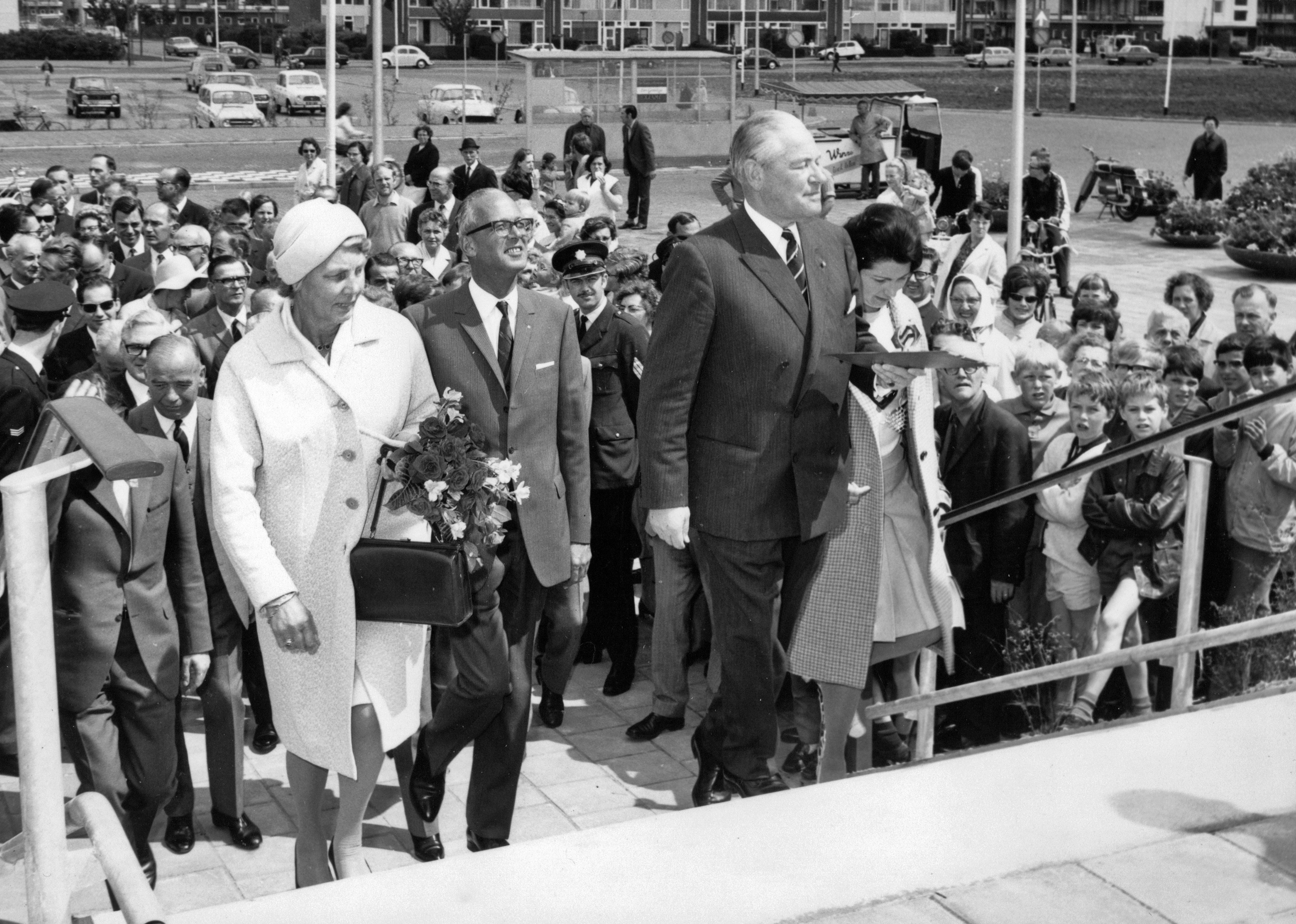
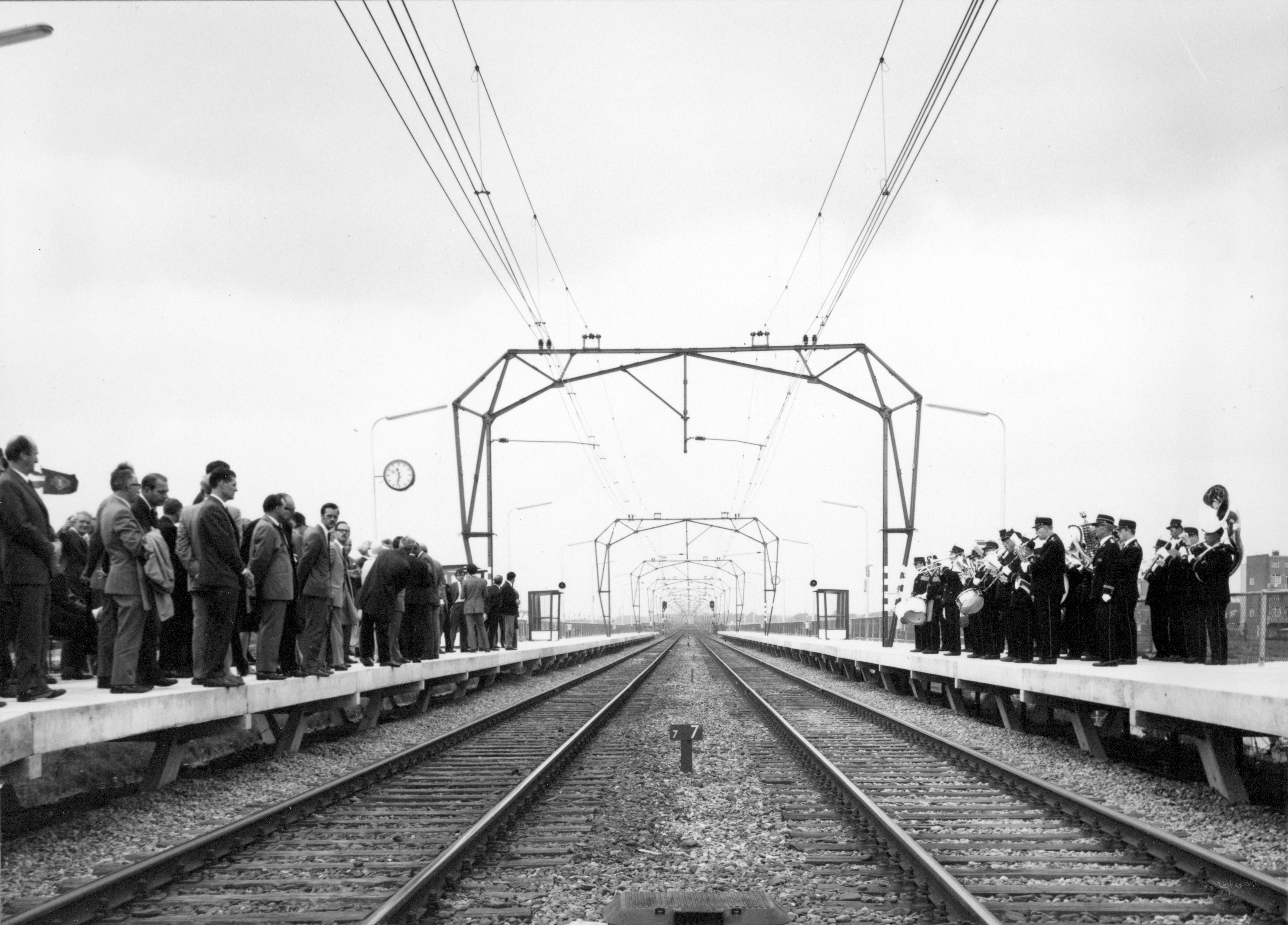
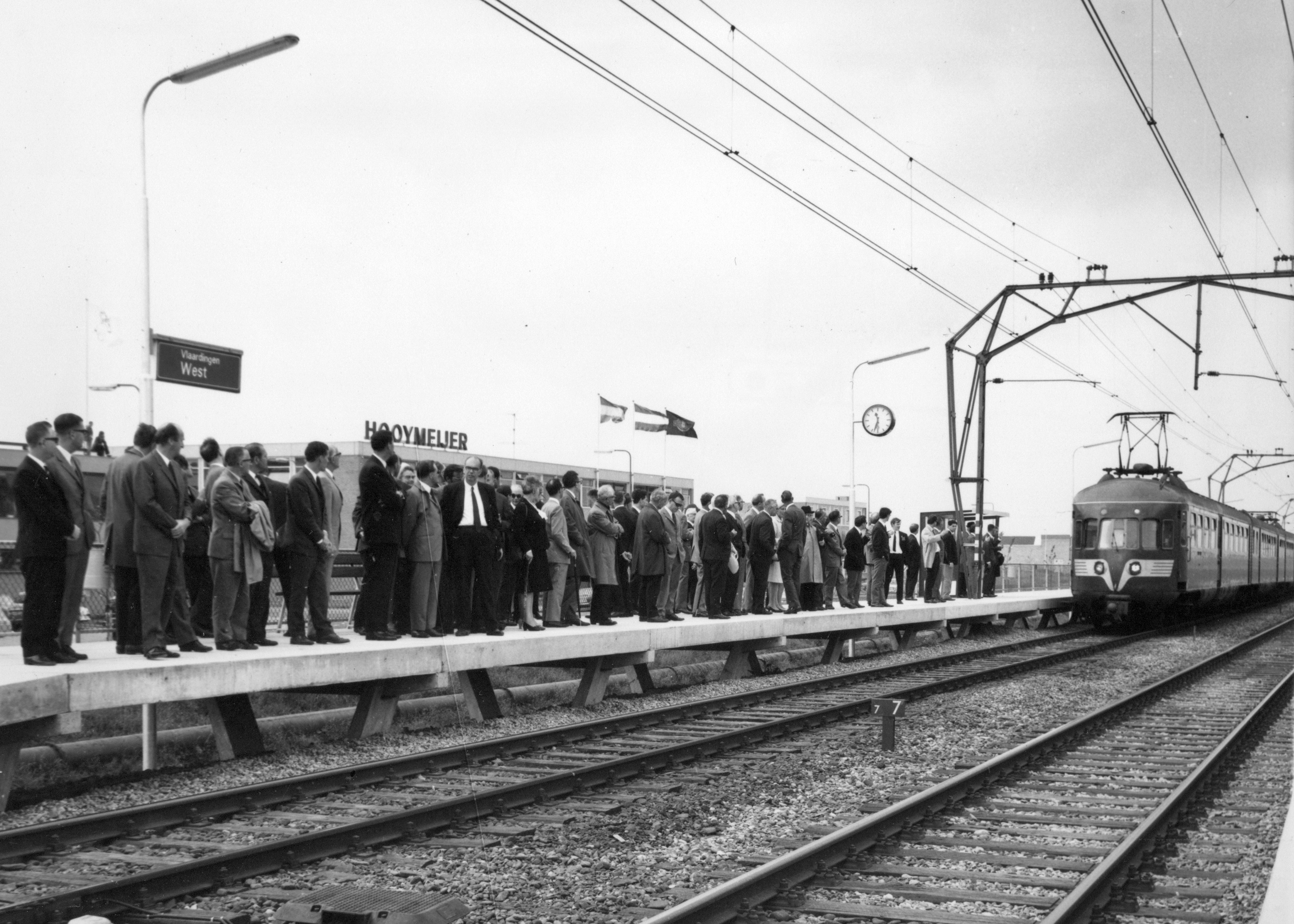

Les Nederlandse Spoorwegen (NS) ont mis fin au service de train sur la ligne de Schiedam à Hoek van Holland (en) (dite aussi Hoekse Lijn) et ferme la gare  le 1er avril 2017.

La gare en fonctionnement
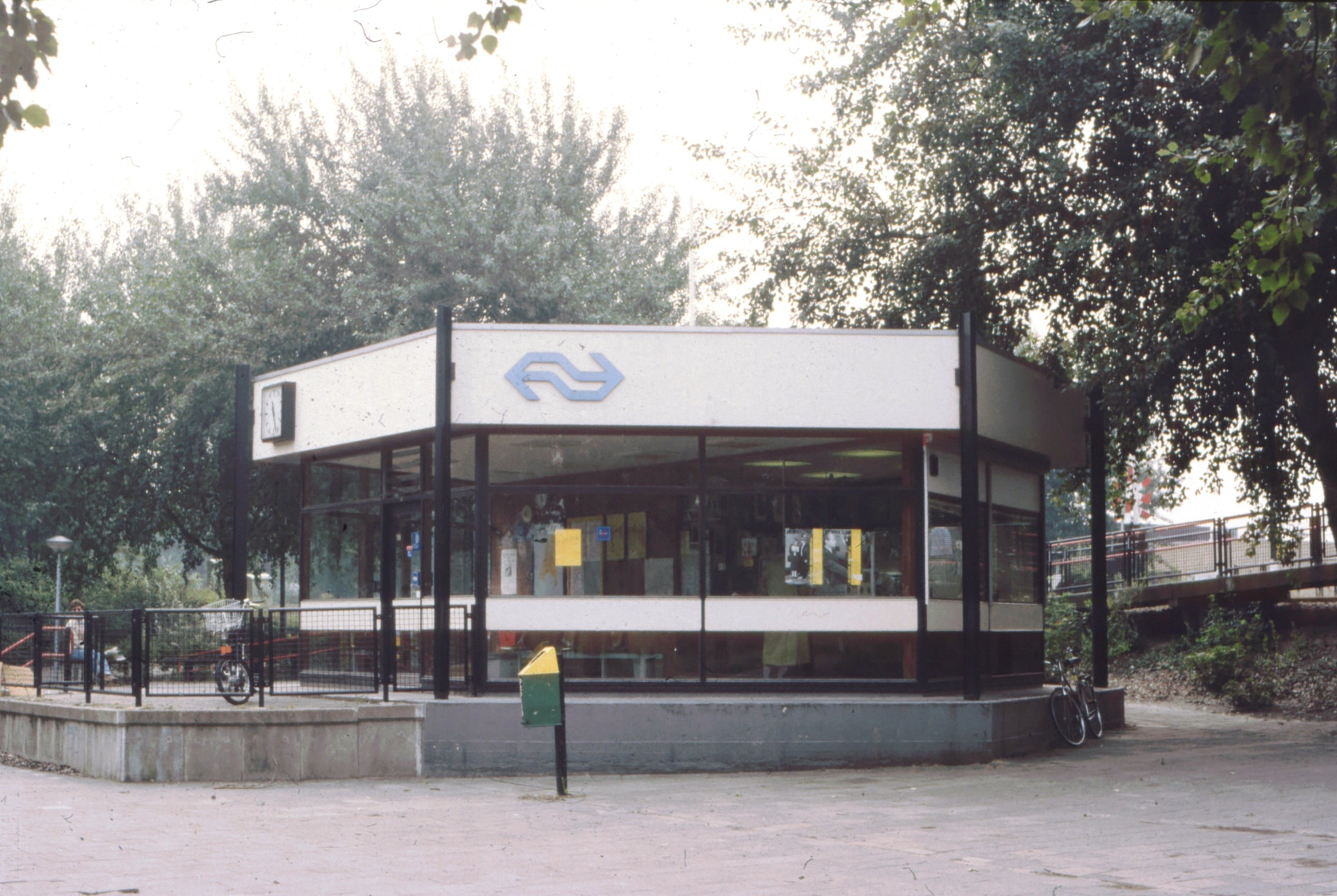
Bâtiment en 1987.
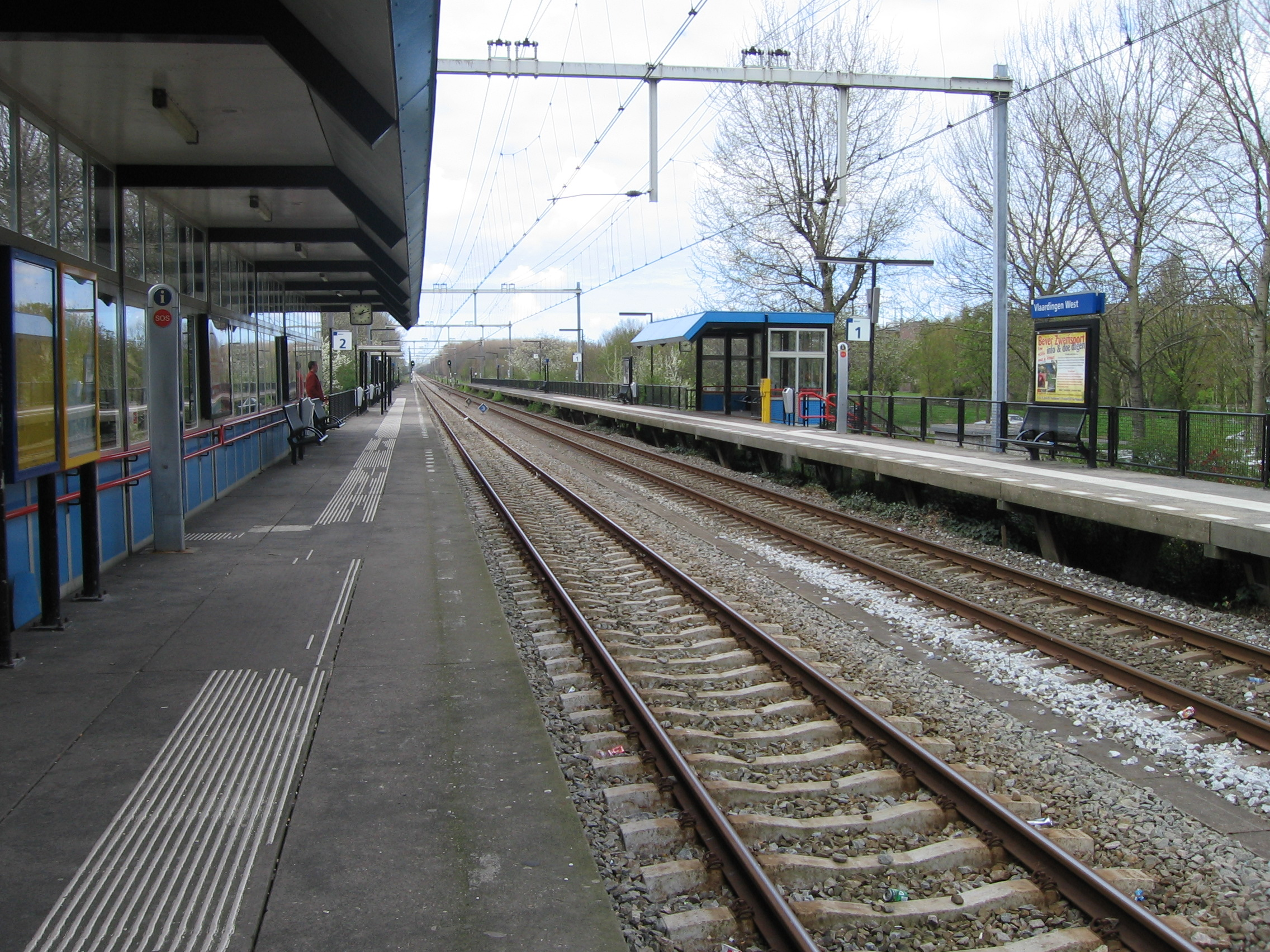
voies et quais en 2007.
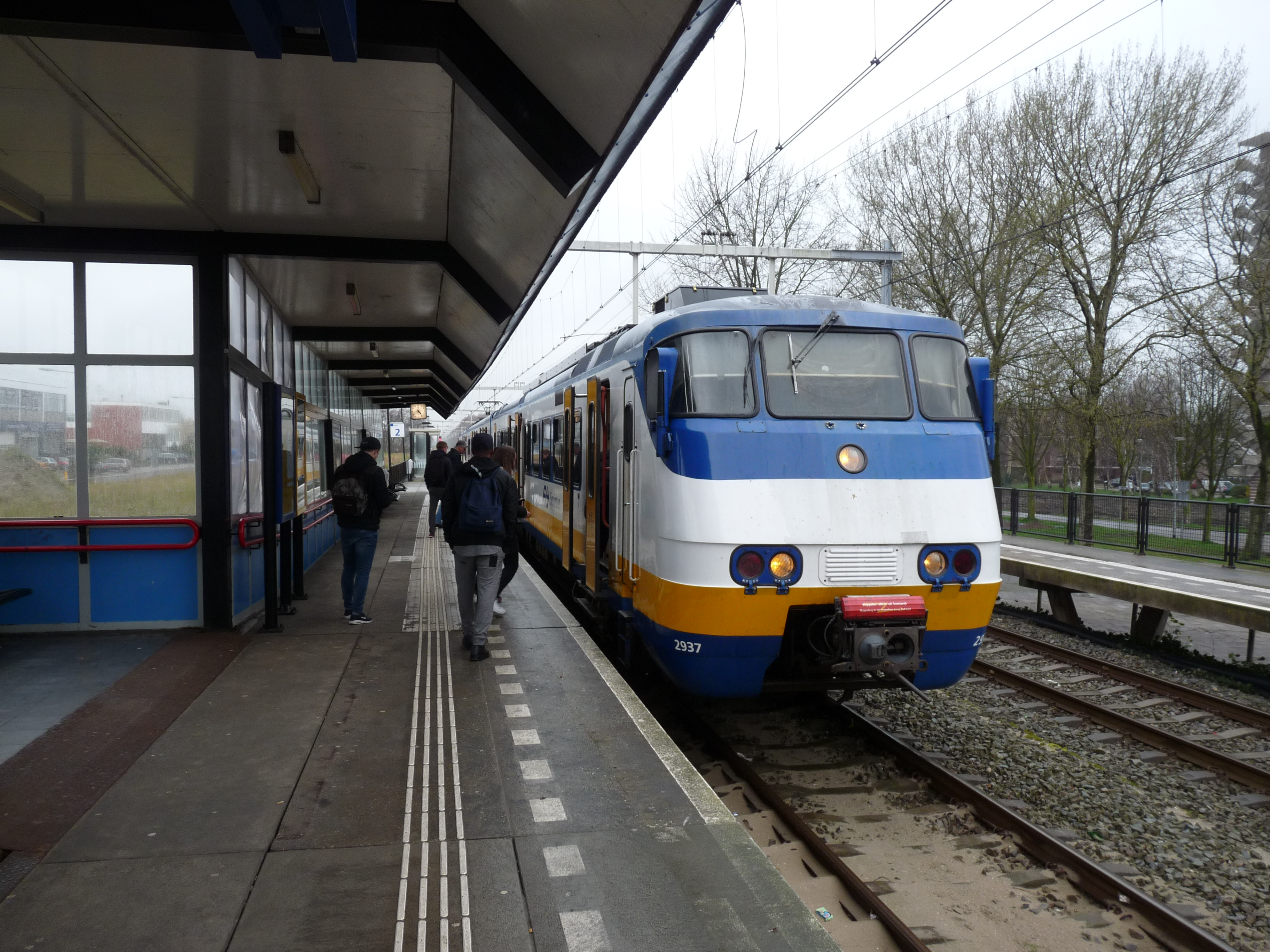
Desserte en 2017.

### Station du métro Vlaardingen-West (depuis 2019)
L'entreprise RET, réaménage l'ancienne gare en station du métro de Rotterdam et la met en service le 30 septembre 2019, lorsqu'elle ouvre à l'exploitation le prolongement de la ligne B du métro de Rotterdam de Schiedam-Centre à Hoek van Holland-Haven.